# Тулим (реп-гурт)
Тулим — український хіп-хоп гурт з міста Київ, заснований у 2008 році двома киянами — Максом і Ігорем. Провели виступи в більшості великих міст України а також таких країнах як: Польща, Чехія, Словаччина, Естонія, Болгарія. Виступали на одній сцені з такими виконавцями як: Lords of the Underground, Onyx, R.A.the Rugged Man, Masta Ace, Pharaohe Monch, Ryfa Ri, Hurragun та ін., були першим гуртом з України, який зробив шоу на легендарному фестивалі “Hip-Hop Kemp” у Чехії. KULYA, продюсер групи, створював біти для таких виконавців, як: Ras Kass, Edo G, Starrlight, BlabberMouf, Bub Styles, Глава 94, Ціна Ритму, ЛІРА, Zombo, Настя Зникає, Alexjazz та багато інших. Станом на травень 2023 року випустили чотири повноцінні альбоми та один EP. У 2023 році пісня "Кайф" стала офіційним саундтреком для кінофільму "Королі репу" (реж. М. Латик).

## Історія гурту

### Зародження гурту
Однокласники KyLЯ і RYLEZ (засновники гурту) давно захоплювались музикою і бажання творити щось в такому напрямі з'явилось порівняно рано однак все почалося з «Hip-Hop Ejay» — пристосування для створення бітів, яку хлопці придбали 2007 року. Однак через певний час програма вичерпала себе і їй на зміну прийшов FL Studio, яку почав серйозно вивчати KyLЯ (як наслідок він став бітмейкером). Під кінець 2007-го року виконавці почали брати участь у різних інтернет-змаганнях для реперів під біти від західних виконавців. Записувались на мікрофон для скайпу а згодом на динамічний мікрофон.

### Становлення та нинішній час
Гурт почав формуватись коли на спад пішла друга й найвизначніша хвиля в українському хіп-хопі. Як «Тулим» свої треки почали записувати на початку 2008 року а восени того ж року почалися перші виступи. Тоді ж до гурту приєднався третій учасник і разом з ним почалися виступи в різних містах України. На початку вересня 2009-го третій учасник залишає гурт. Вже в грудні того ж року KyLЯ та RYLEZ спільними зусиллями випускають свій дебютний альбом під назвою «0,5». Не скидаючи обертів і провівши розклад матеріалу «Тулим» заходилися працювати над другим альбомом з назвою «Хронологія». В 2012-2013 світ побачив три відеороботи з альбому «Хронологія» на пісні: «Класична форма», «Незвана» та «Відчуй смак»(за уч.Mad Cypha)". 14 червня 2014 гурт дав концерт в естонському місті Таллін. Вже через 6 днів, повернувшись в Україну виступили в львівському клубі L'uft Underground у концерті за участю Kikit Crew (dj Shon, Zombo, Drud), Глава 94 та dj Rhumazoteh. 16 серпня того ж року вирушили в місто Стрий на ALL ELEMENTS JAM (за участю відомих виконавців західної школи: МІСТо 44 , Sirius MC, Глави 94, Ціни Ритму, Дельти, Zombo, гурту Репчитатив, 33 літери та ХайYO!муGгець). Восени, а саме 4 жовтня 2014 вирушили на The Break Day 8 у місто Влощова, Польща із живим виступом. 13 грудня брали участь у ПідБітФесті2014 що його влаштовував знаний хіп-хоп портал ПідБіт у Київі. 18 квітня 2015 року у Студіо Орфей у місті Софія, Болгарія виступили на одній сцені разом з леґендарним американським гуртом Onyx. Після цього 2 травня 2015 вирушили у місто Калуш на REPRESENT #8 The Infinity Hip Hop Fest. Нині працюють на новим альбомом.

## Склад гурту
- KyLЯ (бітмейкер, МС) (2008 — теперішній час)
- RYLEZ (МС) (2008—2015)
- Dee The Conscious One (2013—2016)
- DMNT (MC) (2016 — 2020)
- Лірика Вітру (МС, бітмейкер) (2020 - теперішній час)

## Альбоми
| Рік  | Назва                                      | Склад гурту         |
| ---- | ------------------------------------------ | ------------------- |
| 2009 | «0,5»                                      | KyLЯ і RYLEZ        |
| 2012 | «Хронологія»                               | KyLЯ і RYLEZ        |
| 2013 | Dee & KyLЯ - Check da Clock (EP)           | Dee та KyLЯ         |
| 2016 | «НЕТРІпанина»                              | KyLЯ і RYLEZ        |
| 2019 | Землетрус (ЕР)                             | KyLЯ і DMNT         |
| 2020 | Тулим & Лірика Вітру — Червона кнопка (ЕР) | KyLЯ і Лірика Вітру |
| 2021 | Zombo & Тулим - Золоті часи (ЕР)           | Zombo та KyLЯ       |
| 2023 | Хмелі-Сунелі                               | КуLЯ                |

## Компіляції
| Рік  | Назва                            |
| ---- | -------------------------------- |
| 2016 | Брудне та невидане (2010 - 2015) |
| 2021 | Singlez n' featz (vol.1)         |
| 2022 | Singlez n' featz (vol.2)         |